# Таємниця Обервальда
«Таємниця Обервальда» (італ. «Il mistero di Oberwald») — італійська мелодрама Мікеланджело Антоніоні з Монікою Вітті у головній ролі, випущена 3 вересня 1980 року.

## Сюжет
Молода королева стає свідком вбивства свого чоловіка відразу після весілля. Переслідувана судом, вона тікає. Вона таємно переїжджає з одного свого замку в інший. У річницю загибелі чоловіка вона приїжджає в замок в Обервальд. Вороги королеви наймають для її вбивства молодого поета Себастьяна. Але замість втілення задуманого плану, поет закохується в королеву. І вона відповідає йому взаємністю...

## У ролях
| Моніка Вітті       | ···· | королева     |
| Паоло Боначеллі    | ···· | граф Фйон    |
| Франко Бранчьяролі | ···· | Себастьян    |
| Луїджі Діберті     | ···· | Вілленштайн  |
| Елізабетта Поцці   | ···· | Едіт де Берг |
| Амад Саха Алан     | ···· | Тоні         |

## Знімальна група
| Режисер    | ···· | Мікеланджело Антоніоні                          |
| Сценарій   | ···· | Мікеланджело Антоніоні, Тоніно Гуерра           |
| Продюсер   | ···· | Алессандро фон Норман                           |
| Оператор   | ···· | Лучано Товолі                                   |
| Композитор | ···· | Гвідо Турчі                                     |
| Художник   | ···· | Міша Сканделла, Вітторія Гваїта, Стефанія Конті |
| Монтаж     | ···· | Мікеланджело Антоніоні, Франческо Грандоні      |